# Стефаново (Габровская область)
Стефаново (болг. Стефаново) — село в Болгарии. Находится в Габровской области, входит в общину Габрово. Население составляет 7 человек.

## Политическая ситуация
Кмет (мэр) общины Габрово — Томислав Пейков Дончев (Граждане за европейское развитие Болгарии (ГЕРБ)) по результатам выборов в правление общины.